# Leichhardtia clamboides
Leichhardtia clamboides är en tvåhjärtbladig växtart som beskrevs av F. Müll.. Leichhardtia clamboides ingår i släktet Leichhardtia och familjen Menispermaceae. Inga underarter finns listade i Catalogue of Life.